# 中国人民解放军坦克博物馆
中国人民解放军坦克博物馆，位于中国北京昌平区阳坊镇，地处阳坊镇以北的温南路。

## 简介
坦克博物馆最初在1990年9月1日落成，原名为“人民装甲兵陈列馆”，扩建后改名为“坦克博物馆”于1997年8月1日正式对公众开放，占地面积约5.3万平方米， 是中国唯一的一座专业性装甲兵博物馆。
坦克博物馆院门内一辆96式主战坦克作为博物馆的馆标。博物馆展览分为中国人民解放军装甲兵发展历史、世界装甲兵历史、坦克装甲车辆实物展览等几大部分组成。坦克装甲车辆实物以中国人民解放军曾装备的坦克装甲车辆为主，还有战场上来自敌方的装甲战车实物。实物展品中，风暴-1型坦克样车；重型坦克试验样车；日本94式轻型战车，美国LVT(A)-4两栖战车 都是坦克博物馆珍贵的馆藏。
2016年深化国防和军队改革前，坦克博物馆所在地位于中国人民解放军八八三七二部队大院内。
2017年闭馆， 至今未恢复营业

## 馆藏展品
中国
1. 59式坦克
2. 63式装甲输送车
3. 63式两栖坦克
4. 69式坦克
5. WZ-111重型坦克
6. 85式装甲输送车
7. 80式坦克
8. ZTZ-96主战坦克

苏联/俄罗斯
1. SU-76
2. SU-100驅逐戰車
3. ISU-152式重型突擊炮
4. T-34坦克
5. IS-2重型坦克
6. T-54/55系列主战坦克

美国
1. LVT(A)-4履帶登陸車
2. M3/M5斯图亚特坦克

日本
1. 九七式中型坦克
2. 九四式超轻型坦克